# 앤드루 V. 매클래글렌
앤드루 V. 매클래글렌 (Andrew V. McLaglen, 1920년 7월 28일 ~ 2014년 8월 30일)은 영국 태생의 미국의 영화 및 텔레비전 감독이다. 존 웨인이나 제임스 스튜어트가 종종 출연한 서부 및 모험 영화를 맡은 것으로 알려져 있다.

## 감독 영화
- 맥린턱
- 셰넌도어 (영화)
- 서부로 가는 길
- 반도레로
- 철인들 (1969년 영화)
- US 마샬
- 지옥의 특전대
- 바다의 늑대들
- 콰이강의 다리 2

## 기타 기여
- 말 없는 사나이
- 혼도 (영화)
- 백야의 탈출
- 비상 착륙 (1954년 영화)
- 블러드 앨리
- 말 없는 사나이